# Rathaus Döbeln
Das Rathaus Döbeln ist ein Baudenkmal in der sächsischen Stadt Döbeln. Es entstand in den Jahren 1910 bis 1912 nach Plänen des Stadtbaumeisters Karl Otto Richter unter Mitwirkung des Leipziger Architekten Hugo Licht und Zuhilfenahme von Siegerentwürfen eines vorangegangenen Wettbewerbs. Das Gebäude integriert einige historische Bauteile des früheren Rathauses aus dem 16. Jahrhundert.

## Geschichte
Bald nach der Stadtgründung Döbelns zum Ende des 10. Jahrhunderts etablierte sich eine Verwaltung, die für ihre Arbeit und Beratungen ein erstes Rathaus errichten ließ. Urkundlich belegt ist ein bestehendes Rathaus aus den Jahren 1409 und 1420. – Umwelteinflüsse und Hochwasser der Mulde führten immer wieder zu Schäden, so dass Ausbesserungen und Umbauten nicht ausblieben. Dabei setzten die Verantwortlichen aber gut erhaltene Bauteile der vorherigen Gebäude auch wieder mit ein.
Im Jahr 1730 schädigte ein großer Stadtbrand auch das Rathaus, das jedoch in kleinen Schritten wieder nutzbar gemacht wurde. Der Dachstuhl konnte gehoben, ein Dachreiter aufgesetzt und eine neue Rathausuhr installiert werden.
Mit kleinen stetigen Veränderungen bestand das Ratsgebäude bis zur Mitte des 19. Jahrhunderts, da kamen erste Überlegungen für einen Rathausneubau auf, wurden aber vorerst wegen unklarer Finanzierungsmöglichkeit verworfen. Doch nach und nach zogen wichtige Ämter aus dem Rathaus aus und so schrieb die Stadt im Jahr 1906 schließlich einen Architektenwettbewerb für einen Neubau aus. Bis zum Jahr 1907 waren 147 Entwürfe eingereicht worden und die Stadtväter wählten die drei besten aus, die sich das Preisgeld von 6000 Mark teilten. Diese Pläne wurden jedoch nicht direkt realisiert, sondern der Stadtbaumeister Karl Otto Richter musste sie so zusammenfassen und umarbeiten, dass möglichst viel der alten Bausubstanz wieder verwendet und der historische Standort am Obermarkt beibehalten werden konnte. Die neuen Baupläne fanden 1908 die Zustimmung der Verwaltung und das Gutachten des Baurates Licht aus Leipzig bestätigte 1909 die Ausführbarkeit des Projektes Winkelbau. Die Arbeit begann im Juli 1910 mit dem vorsichtigen Abbruch des alten Gebäudes, insbesondere mit der Bergung des Sandsteinportals. Geplant waren Baukosten von rund 615.000 Mark, die jedoch bei der Fertigstellung den Wert von fast 1,1 Millionen Mark erreicht hatten. Die festliche Einweihung erfolgte am 14. Oktober 1912 im Beisein von König Friedrich August und weiterer hoher Gäste.

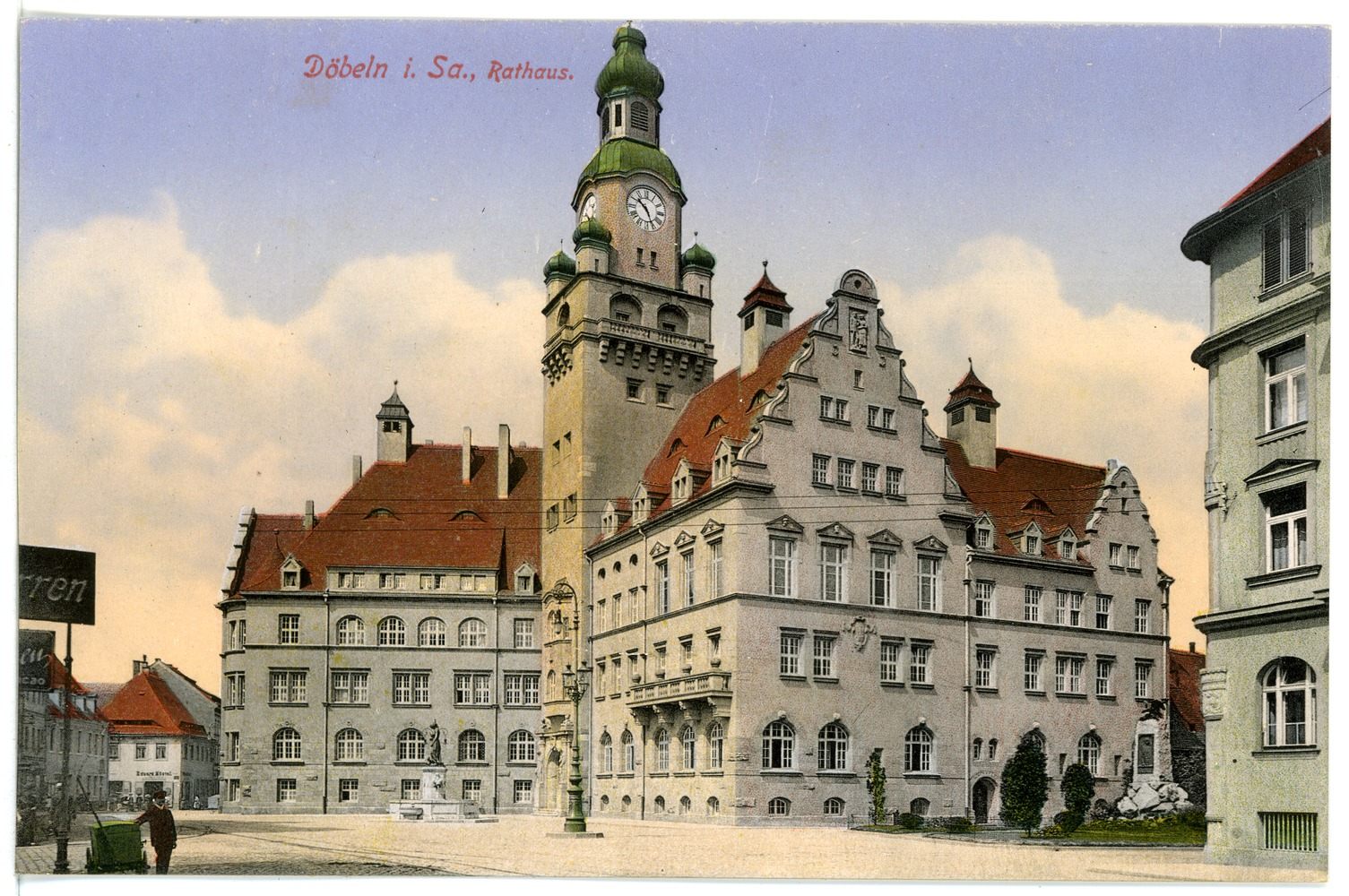
Rathaus kurz nach seiner Fertigstellung 1913

Für die Aufnahme in die Baudenkmaldatenbank im 21. Jahrhundert waren folgende Gründe ausschlaggebend: „repräsentatives Gebäude der Gründerzeit, städtebaulich bedeutsam am Obermarkt gelegen, weithin sichtbarer Rathausturm als Wahrzeichen der Stadt, Eingang flankiert von Figurenreliefs, rundbogiges Sitznischenportal am Nebeneingang des alten Rathauses (bezeichnet 1571) an die Stadthausstraße versetzt“. Der Verwaltungsbau gilt als „orts-, bau- und kunstgeschichtlich sowie künstlerisch und ortsbildprägend bedeutend.“

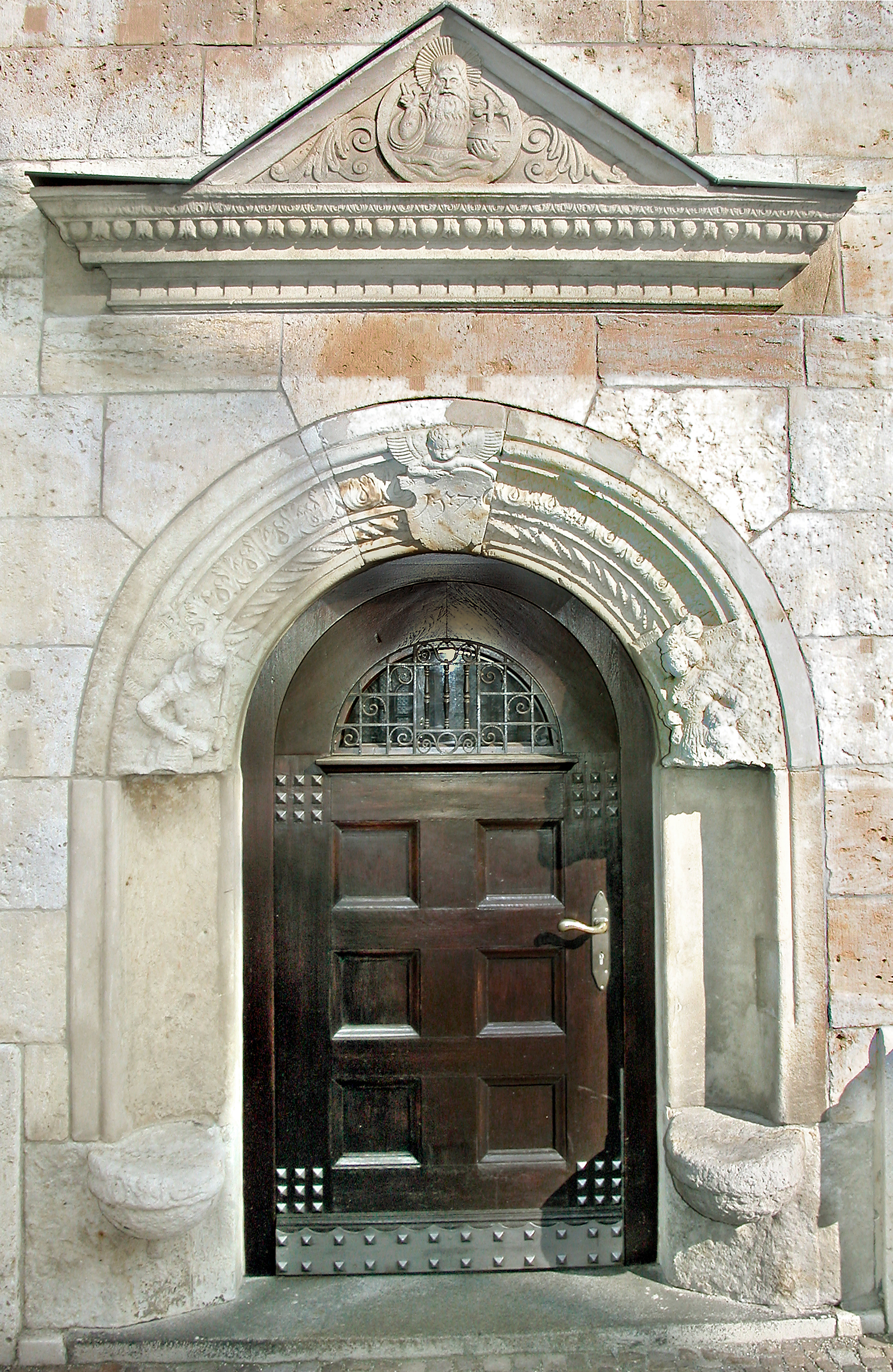
Historisches Sitznischenportal

Im Jahr 2019 wurde das Sitznischenportal unter Leitung der Leipziger Kunsthistorikerin Birgit Mühler denkmalgerecht restauriert.

## Beschreibung

### Äußeres
Das Gebäude ist ein kompaktes, mehrfach verwinkeltes Bauwerk im Neorenaissance-Stil, zwei geschweifte Giebel bilden markante Blickpunkte. Hauptbaumaterialien sind Thüringer Muschelkalk und Herrenleither Sandstein.
Das Rathaus verfügt über einen 59 Meter hohen Turm mit barocker geschweifter Haube, der nur vier Meter niedriger ist als der Kirchturm der St. Nicolaikirche. Auf dem Turm, in etwa 50 m Höhe, gibt es drei Aussichtsplattformen. Seit dem Jahr 2020 ist es auch möglich, die Aussicht vom Turm auch virtuell zu genießen. Die Turmspitze trägt einen vergoldeten Turmknopf.
Der Schlussstein über dem Rathausportal stellt die Stadtmutter Doblina dar, die ihre Arme um das Stadtwappen legt. Über dem Bogen des neuen Portals sind rechts und links auf einem Sims zwei liegende Putten angeordnet. Zwei Pilaster stellen knapp bekleidete männliche Figuren im Halbrelief dar, sie die Tugenden Klugheit und Tatkraft darstellen.
Die Fassade ist an vielen Stellen mit Figuren und Ornamenten geschmückt, die entweder allegorischen Charakter haben oder kleine humorige Episoden aus der Stadtgeschichte nachgestalten („Scherzreliefs“).
Die Eingangstür in das dreigeschossige Rathaus ist aus massiver Eiche gearbeitet, darüber befindet sich das bogenförmige Oberlichtfenster.
Alle Fenster im Hochparterre sind rundbogig.
Am Turm-Erker wurde eine Bildplatte modelliert, die eine weibliche Figur mit je einem Wasserkrug im Arm zeigt. Das verweist auf die beiden Arme der Mulde, die den Stadtkern von Döbeln umschließen.
Drei steinerne Porträts an der Südseite des Rathauses ehren die Erbauer Hugo Licht, Stadtbaumeister Otto Richter und Bürgermeister Richard Müller.
Erwähnenswert ist die bereits zuvor genannte Sandstein-Pforte im Rundbogenstil, die an der Westseite des neuen Gebäudes eingefügt wurde. Sie präsentiert drei Reliefs: mittig ist der Schlussstein mit einem verallgemeinerten Wappenschild und der Jahreszahl 1571 gestaltet, über dem ein Engelskopf herunterschaut. Links und rechts im Bogen sind Halbfiguren gearbeitet, die Kurfürst August (links) in leichter Ritterrüstung mit einem erhobenen Schwert darstellt, die rechte Figur soll die Göttin Justitia symbolisieren, die mit einem Richtschwert Gerechtigkeit (oder) Strafe ausübt, sie soll gerade einen Kopf abgeschlagen haben, der in der Darstellung jedoch nicht mehr erkennbar ist. In Kniehöhe befindet sich auf beiden Seiten des Bogens je eine einfache Sitzfläche, auf denen die Bürger die Wartezeit vor der Klärung ihrer Angelegenheiten verbringen konnten.
Vor dem Rathaus steht ein bronzener Schmuckbrunnen, der mittels einer Privatspende des Rentners Carl Gotthilf Schlegel aus Dresden gegossen und aufgestellt werden konnte, zeitgleich mit der Einweihung des Rathauses ging er auch in Betrieb. Als Brunnenfigur hat der Bildhauer Johannes Hartmann ein Taubenmädchen modelliert. Nach seinem Sponsor wird er auch einfach Schlegelbrunnen genannt.
Der Platz vor dem Rathaus wurde und wird auch für Veranstaltungen genutzt, beispielsweise fand bis 2018 der Weihnachtsmarkt dort statt, auch eine Eisbahn lockte im Winter Einheimische zu sportlicher Betätigung. Infolge der Innenraumbeschränkungen bei der Corona-Pandemie etablierte sich auf dem Obermarkt vor dem Rathaus nun auch ein Freilufttheater.

### Inneres

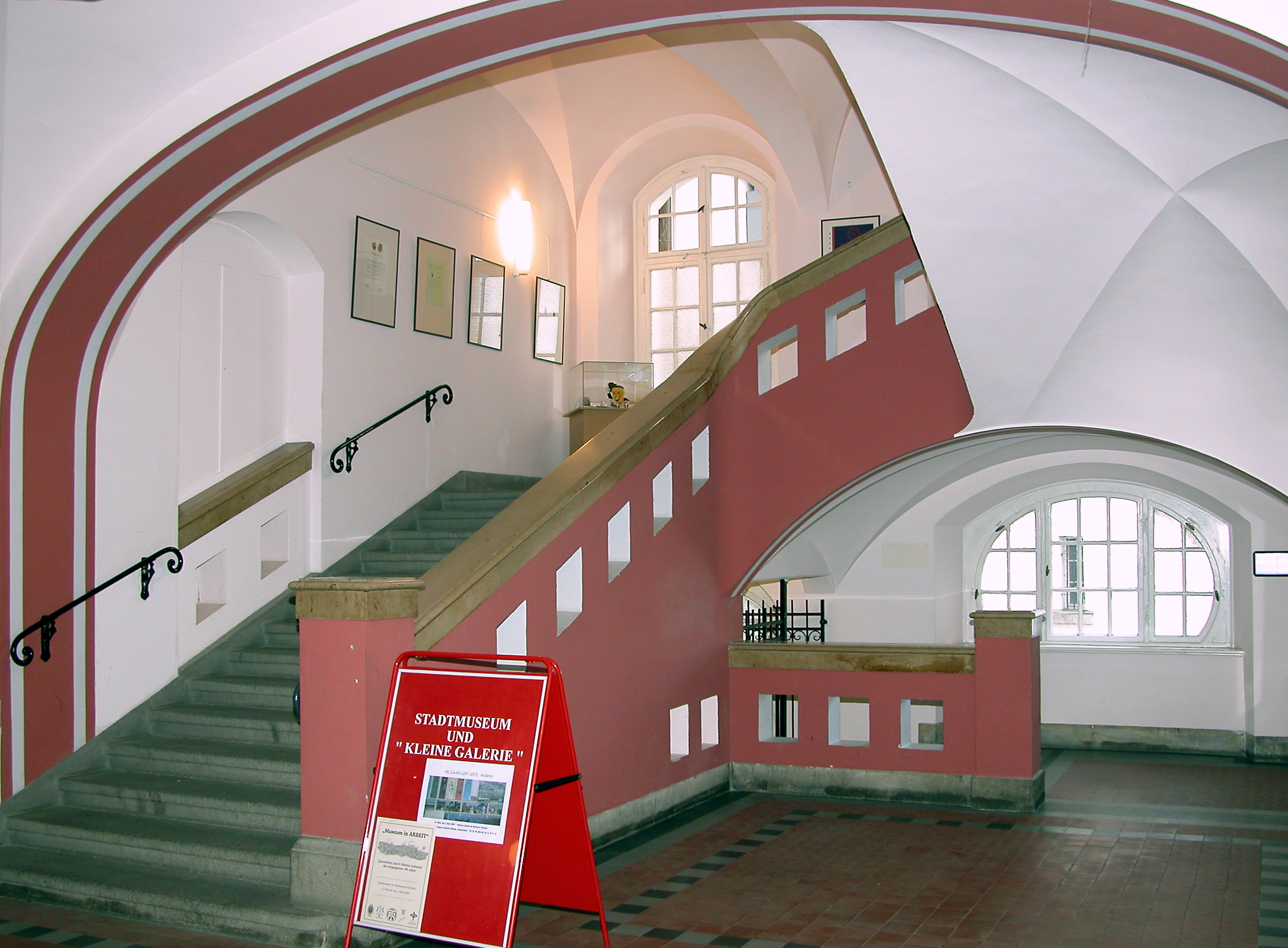
Repräsentative Haupttreppe

Im Foyer des Rathauses finden die Besucher eine geschwungene Haupttreppe, farblich ausgestaltet und mit einem breiten steinernen Handlauf versehen.
Repräsentativ ist der große Sitzungssaal, der auch häufig auch für öffentliche Veranstaltungen genutzt wird.
Die Gänge und Räume werden von Kreuzgewölben gestützt, die häufig gegeneinander versetzt sind und damit interessante eigene Formen und Muster bilden.
Das Stadtmuseum (3. Etage, seit 1981; hier werden regelmäßig Ausstellungen gezeigt, die sich auf die Döbelner Industriegeschichte beziehen wie eine Korsettfabrik, Seifenfabrik, Zigarrenfabrik usw.), eine kleine Kunstgalerie (seit 1991) und die Stadtinformation (parterre) befinden sich ebenfalls im Rathaus. Gelegentlich werden auch im Treppenaufgang kleine Kunstausstellungen präsentiert.
Zudem dienten früher einige Räumlichkeiten unter dem Dach des Rathauses dem Bildhauer Otto Rost auch als Atelier.
Wie in der Bauzeit üblich, gibt es einen Ratskeller. Neben dem Eingang zu dieser früheren Gastwirtschaft stehen Steinfiguren, die die Industrie und die Landwirtschaft verkörpern. – In den Verdachungen der Fenster des großen Ratssaals weisen schließlich aus Stein gearbeitete Büsten den Handels-, Gelehrten-, Handwerker- und Soldatenstand aus.
Von der Einweihung des Rathauses bis zum Jahr 2019 befand sich hier das einzige Döbelner Standesamt. Es ist getäfelt und mit einem rustikalen massiven Trautisch mit einem Kalligrafie-Tintenfederetui, einem kristallenen Kronleuchter und warmem roten Fußbodenbelag sowie rot gepolsterten Stühlen ausgestattet.
Zwischen 2017 und 2019 wurde im Auftrag der Stadtverwaltung das Obergeschoss des ehemaligen Gasthauses Wilder Mann im Nachbarort Ostrau zu einem weiteren städtischen Trauzimmer ausgebaut und im Mai mit der ersten Hochzeit dort eingeweiht.
Im gleichen Jahr eröffnete im Rathaus ein Beratungsraum für eine Friedensrichterin.